# Аугури
Аугури су били свештенички колегијум у Риму који се бринуо за спровођење аугурија и ауспиција тј. за ритуал консултовања богова које је магистрат који има врховну команду у војсци могао извршити пре сваког подухвата. Колегиј аугура је наводно основан од стране првих римских краљева - Ромула или Нуме Помпилија. Првобитно је имао три члана. Од 300. године п. н. е. имао је девет од којих су пет, према Огулнијевом закону, морали бити плебејци. Попуњаван је коопцијом, касније избором 17 триба, доживотно. Спољне ознаке власти су toga praetexta, lituus (штап) i trabea (краљевско рухо). Били су ослобођени војне службе. 